# 선박 해체

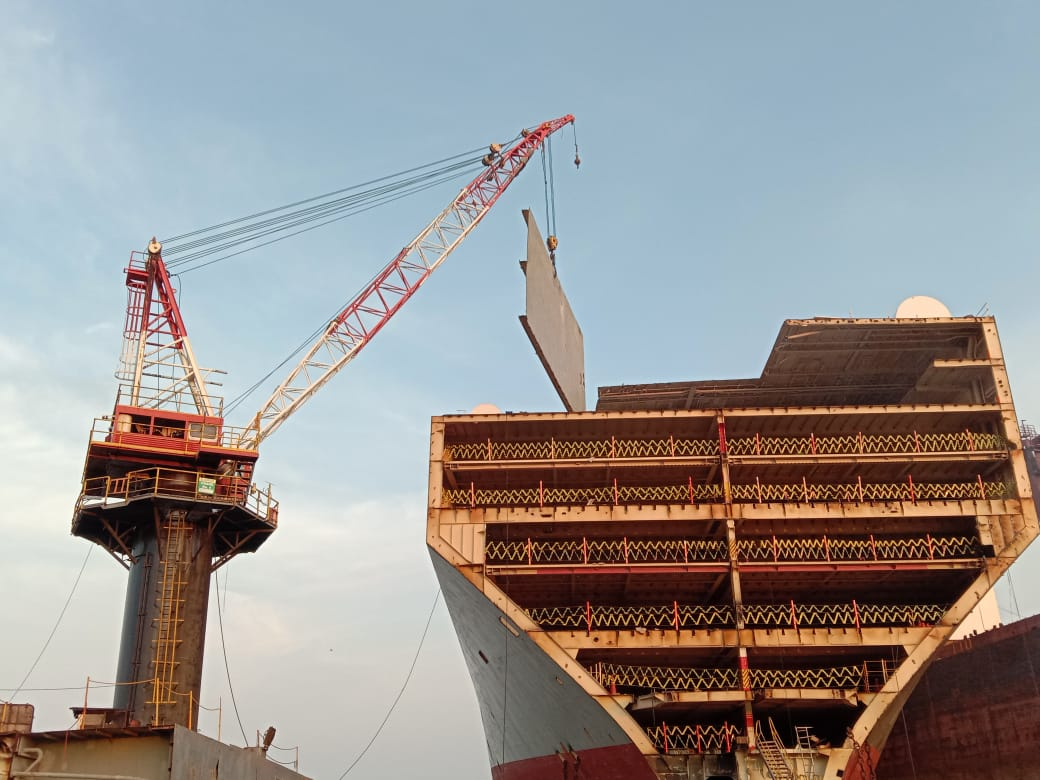

선박 해체(ship breaking, 선박 재활용, 선박 철거, 또는 선박 분해라고도 함)는 재사용을 위해 판매할 수 있는 부품 공급원으로 선박을 해체 또는 원재료 추출, 주로 스크랩(scrap)을 하는 선박 폐기 유형이다. 현대 선박의 수명은 부식, 금속 피로 (재료) 및 부품 부족으로 인해 운영하기에 비경제적일 때까지 25~30년이다. 선박 해체를 통해 선박의 자재, 특히 강철을 재활용하여 새로운 제품으로 만들 수 있다. 이는 채광된 철광석에 대한 수요를 낮추고 제강 공정에서 에너지 사용을 줄인다. 선박에 탑재된 고정 장치 및 기타 장비도 재사용할 수 있다. 선박 해체는 지속 가능하지만, 엄격한 환경법규가 없는 가난한 나라에서 선박 해체를 사용하는 것에 대한 우려가 있다. 또한 노동 집약적이며 세계에서 가장 위험한 산업 중 하나로 간주된다.
2012년에는 대략 1,250척의 해양 선박이 파손되었으며, 평균 연령은 26세였다. 2013년 전 세계에서 철거된 선박의 총량은 29,052,000톤에 이르렀으며, 그 중 92%가 아시아에서 철거되었다. 2020년 1월 기준으로 알랑 십 브레이킹 야드(Alang Ship Breaking Yard, 인도)가 30%로 전 세계 점유율 1위를 차지하고 있으며 치타공 십 브레이킹 야드(Chittagong Ship Breaking Yard, 방글라데시)와 간디 십 브레이킹 야드(Gadani Ship Breaking Yard, 파키스탄)가 그 뒤를 따르고 있다.
선박의 가장 큰 공급원은 중국, 그리스, 독일이지만 운송업체의 공급원과 폐기에 있어 더 큰 차이가 있다. 인도, 방글라데시, 중국, 파키스탄의 선박 해체소에서는 225,000명의 근로자를 고용하고 있으며 간접적인 일자리도 많이 제공하고 있다. 방글라데시에서는 재활용 철강이 국가 수요의 20%를 차지하고 인도에서는 거의 10%를 차지한다.
선박 해체의 대안으로, 법적으로 규정된 위험 물질 제거 후 인공 암초를 만들기 위해 선박을 침몰시키거나(이렇게 하면 재료를 재활용할 수는 없음) 심해에 침몰할 수 있다. 대부분의 선박은 결국 폐기되지만 저장은 육상이든 해상이든 실행 가능한 임시 옵션이다. 일부는 가라앉거나 박물관으로 보존될 것이다.

## 같이 보기
- 프랑스 항공모함 클레망소
- 바다 쓰레기
- 해양 오염
- 파올로 바치갈루피
- 이스라엘 조선소